# Sympherobius ariasi
Sympherobius ariasi är en insektsart som beskrevs av Penny och Monserrat 1985. Sympherobius ariasi ingår i släktet Sympherobius och familjen florsländor. Inga underarter finns listade i Catalogue of Life.